# Mainzer Akzeptation
Die Mainzer Akzeptation ist eine Willenserklärung, mit der der römisch-deutsche König Albrecht II. (1397–1439) und sechs Metropoliten des Heiligen Römischen Reiches auf dem Mainzer Reichstag am 26. März 1439 insgesamt sechsundzwanzig Reformdekrete des Basler Konzils annahmen.

## Geschichte
Das Konzil von Basel wurde zwischen 1431 und 1449 in mehreren Sitzungen und an unterschiedlichen Orten abgehalten; von den Konzilsvätern wurden mehrere Reformdekrete beschlossen, in denen auch das Primat des römischen Bischofs festgelegt wurde und weiterhin die Durchführung von regionalen Synoden angeordnet wurde. Während des Konzils kam es zur Abwendung der Konzilsteilnehmer vom Papst.

## Pragmatische Sanktion von Bourges
König Karl VII. von Frankreich erklärte die Pragmatische Sanktion von Bourges (1438), die in Folge des Basler Konzils erstellt wurde, zum Staatsgesetz. Damit leitete er den Gallikanismus ein und erklärte die weitgehende Autonomie der französischen Kirche von Papst. Er widersetzte sich dem päpstlichen Zentralismus und wurde hierbei von den französischen Kardinälen unterstützt. Gleichzeitig übernahm der französische Klerus einige Reformdekrete aus den Konzilsbeschlüssen.

## Mainzer Akzeptation
König Albrecht wollte dem französischen Vorbild folgen und übernahm ebenfalls einige veränderte Reformbeschlüsse des Basler Konzils, aber ohne die Beschlüsse über die Superiorität der Konzile. Der König und die Metropoliten handelten dabei als verfassungsgerechte Organe, sie nahmen diese Erklärung aber nicht in das Reichsgesetz auf. Da König Albrecht nicht zur Durchsetzung der neuen Regeln drängte, zeigte die Mainzer Akzeptation keine Wirkung auf die deutsche Kirche. In der Nachfolgezeit riefen nur der Mainzer (Dietrich Schenk von Erbach) und Salzburger (Johann II. von Reisberg) Erzbischof Partikularkonzile ein. Die Mainzer Erklärung wurde dann durch das Wiener Konkordat von 1448 in seiner Bedeutung unterdrückt. Zur erneuten Beachtung kam es 1762 durch den entstandenen Episkopalismus und wurde 1786 zur Grundlage der Emser Punktation.